# شهرستان نینگنان
شهرستان نینگنان (به لاتین: Ningnan County) یک منطقهٔ مسکونی در چین است که در لیانگشان یای واقع شده‌است.